# Nannaethiops bleheri
Nannaethiops bleheri är en fiskart som beskrevs av Jacques Géry och Axel Zarske 2003. Nannaethiops bleheri ingår i släktet Nannaethiops och familjen Distichodontidae. Inga underarter finns listade i Catalogue of Life.